# Симеон Кожухаров
Симеон Господинов Кожухаров е български лекар и философ на медицината.

## Биография
Д-р Симеон Господинов Кожухаров е трето поколение медик. Роден е на 10 декември 1938 г. в Нова Загора. Завършва Висшия медицински институт в София през 1964 година, специалност „Медицина“. Специализира хирургия и гръдна хирургия. Работи като хирург в Районната болница в Нова Загора (1965–1966) и в Хирургичното отделение на Първостепенната клинична болница в Стара Загора (1966–1973). Асистент, старши и главен асистент в Катедрата по гръдна хирургия при Научния институт по белодробни болести към Медицинска академия – София (1973–2002). Лекар-ординатор в Отделението по коремно-гръдна хирургия към Първа хирургична клиника в Многопрофилна болница за активно лечение (МБАЛ) – Плевен. Доцент във ВМИ в Плевен (2002–2004), където подготвя професурата си по гръдна хирургия към катедра „Хирургически болести“, но междувременно почива на 20 януари 2004 г.
През 1994 г. защитава дисертация на тема „Нравственост и хирургия“ и придобива научната степен „доктор на философските науки“ (1995).

## Творчество
Автор на две рационализации от 1985 г. („Използуване на нов алопластичен материал при оперативното лечение на релаксациите на диафрагмата“ и „Използуване на способ за преустановяване изтичането на лимфа през външен дренаж на гръдния лимфен проток (ГЛП) като метод за дефинитивно ликвидиране на лимфореята сред изваждане на външния дренаж на ГЛП“) и две изобретения от 1990 г. („Метод за външно дрениране на гръдния лимфен проток“ и „Метод за ликвидиране на дериктни бронхиални фистули“), одобрени и приети от Института за рационализация.
Има над 100 публикации. Сред тях са книгите: „Хирургия и етика“ (1996), „Морал, закон, професия. Някои проблеми на здравеопазването“ (1997), „Моралът на хирурга и здравните реформи“ (2001), „Отчуждението сред медицинските кадри“ (2006), „Заболяване на млечната жлеза“ (2007) и „Външен дренаж на гръдния лимфен проток с комплексно изследване при болни с белодробен карцином“ (2008). Пише (и в съавторство) научни и научнопопулярни статии, доклади и съобщения за заболявания на очите при ученици, по коремна и гръдна хирургия, за хирургическо лечение на белодробна туберкулоза, тумори и рак на белия дроб, за етиката и естетиката в научната медицинска дейност, реформите в системата на здравеопазването в България, за изясняване пораженията върху човешкото здраве и околната среда след бомбардировките на НАТО в Югославия и др.
Д-р Симеон Кожухаров има архивен фонд от личен произход, съхраняван в Централния държавен архив под № 1348. Документите са дарени от сестра му д-р Бонка (Биба) Кожухарова, също лекар – акушер-гинеколог.

## Награди
- Грамота от Първостепенна окръжна болница – Стара Загора за постигнати високи производствени успехи в социалистическото съревнование в чест на 100-годишнината от рождението на В. И. Ленин (1970).[7]

- Медал „1300 години България“ (1981). [8]